# دی‌درام
دی‌درام (به انگلیسی: ddrum) یک شرکت سوئدی مستقر در آمریکا است که در حال حاضر بخشی از آرمادیلو اینترپرایز می‌باشد و مجموعه‌های درام آکوستیک، درام الکترونیکی و افزونه الکترونیکی درام تولید می‌کند.
دی‌درام در ابتدا یک نام تجاری از کلاویا، سازنده سری نورد از ساز شستی‌دار و سینث‌سایزر بود. در سال ۲۰۰۵، این شرکت به آرمادیلو اینترپرایز فروخته شد که محصولات را از فقط درام‌های الکترونیکی به طیف گسترده‌تری گسترش داد.